# Ćipirovine
Ćipirovine är en ort i Bosnien och Hercegovina.   Den ligger i entiteten Republika Srpska, i den östra delen av landet, 120 km nordost om huvudstaden Sarajevo. Ćipirovine ligger 97 meter över havet och antalet invånare är 675.
Terrängen runt Ćipirovine är platt.Närmaste större samhälle är Bijeljina, 4,5 km norr om Ćipirovine. 
Trakten runt Ćipirovine består till största delen av jordbruksmark. Runt Ćipirovine är det ganska tätbefolkat, med 96 invånare per kvadratkilometer.